# Новоукраїнська сільська рада (Більмацький район)
| Новоукраїнська сільська рада — колишній орган місцевого самоврядування у Більмацькому районі Запорізької області з адміністративним центром у с. Новоукраїнка. Історична дата утворення: в 1947 році. До 1947 року — Гайчульська сільська рада. Водоймища на території, підпорядкованій даній раді: р. Гайчур. Сільській раді підпорядковані населені пункти: - с. Новоукраїнка - с. Березівка - с. Веселоіванівське - с. Гоголівка |

## Склад ради
Рада складається з 16 депутатів та голови.

### Керівний склад ради
| ПІБ                         | Основні відомості                                                 | Дата обрання | Дата звільнення |
| --------------------------- | ----------------------------------------------------------------- | ------------ | --------------- |
| Бажан Анатолій Валентинович | Сільський голова, 1958 року народження, освіта вища, безпартійний | 26.03.2006   | 31.10.2010      |
| Бажан Анатолій Валентинович | Сільський голова, 1958 року народження, освіта вища, безпартійний | 31.10.2010   |                 |

Примітка: таблиця складена за даними джерела